# Verigy
Die Verigy Ltd. war ein Hersteller von Testsystemen für Halbleiter-Bausteine mit Sitz in Singapur. Die deutsche Unternehmenszentrale war in Böblingen ansässig. Daneben gab es noch größere Niederlassungen in USA und in China. Am 4. Juli 2011 wurden alle Aktien von der Advantest Corporation übernommen.

## Geschichte
Verigy entstand im Jahr 2006 als Spin-off aus dem Geschäftsbereich SOC (bzw. IC)-Tester von Agilent Technologies. Agilent Technologies war wiederum 1999 als Spin-off aus dem Geschäftsbereich Messtechnik (dem ursprünglichen Kerngeschäft) von Hewlett-Packard gegründet worden.
Ende 2010 wurde bekannt gegeben, dass Verigy und LTX-Credence planen, sich zusammenzuschließen. Kurz darauf bekundete die Advantest Corporation Interesse daran, Verigy zu übernehmen. Der Vorstand beschloss, das Angebot anzunehmen. Die Aktien von Verigy gingen zum 4. Juli 2011 an Advantest über und wurden daraufhin nicht mehr gehandelt. Seit dem 1. April 2012 ist Verigy mit der Advantest Corporation vollständig verschmolzen.
Die Verschmelzung der deutschen Niederlassung, der Verigy Germany GmbH, mit der Advantest Europe GmbH fand schon am 12. März 2012 mit der Eintragung ins Handelsregister München statt.
Der ursprüngliche Geschäftsbereich bei HP, der sich mit Halbleitertestern beschäftigt (BID = Böblingen Instruments Division), hat bereits in den achtziger Jahren begonnen aus der Zusammenschaltung von einzelnen Labormessgeräten automatisch arbeitende Halbleitertestsysteme (ATE = Automatic Test Equipment) zusammenzustellen.